# Białe Piątkowo
Białe Piątkowo (prononciation : [ˈbjawɛ pjɔntˈkɔvɔ], en allemand : Freitagsheim) est un village polonais de la gmina de Miłosław dans le powiat de Września de la voïvodie de Grande-Pologne dans le centre-ouest de la Pologne.
Il se situe à environ 4 kilomètres au sud-ouest de Miłosław (siège de la gmina), à 19 kilomètres au sud-ouest de Września (siège du powiat) et à 44 kilomètres au sud-est de Poznań (capitale régionale).
Le village possédait une population de 289 habitants en 2013.

## Histoire
De 1975 à 1998, le village faisait partie du territoire de la voïvodie de Poznań.

Depuis 1999, Białe Piątkowo est situé dans la voïvodie de Grande-Pologne.